# Hotelul Aro Palace
Inaugurat în anul 1939, Hotelul ARO Palace este situat în centrul istoric al Brașovului, pe Bulevardul Eroilor.

## Istoric

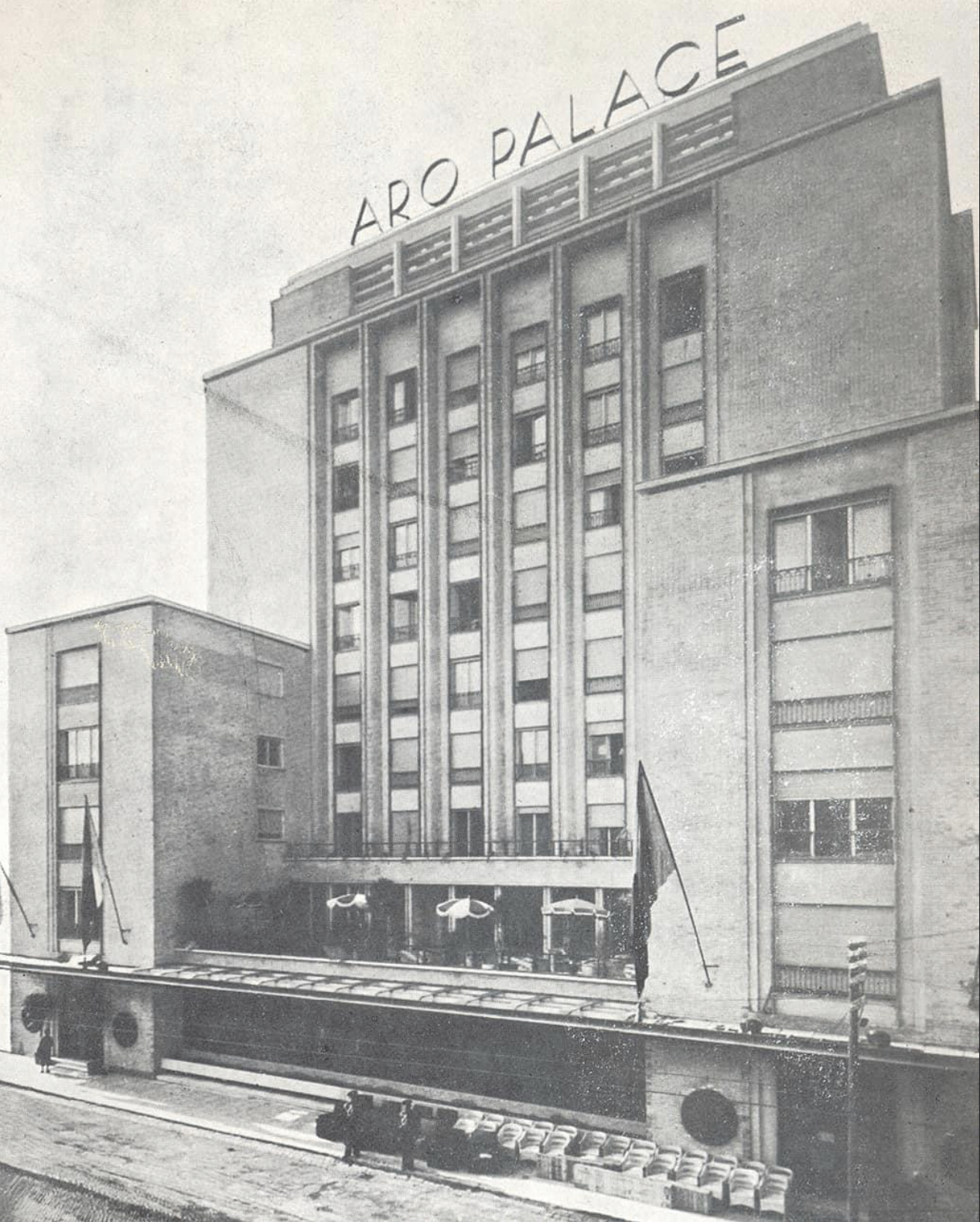
Poză veche cu hotelul, de pe vremea când era nou

Hotelul a fost proiectat de arhitectul Horia Creangă, nepotul scriitorului Ion Creangă și promotor al arhitecturii moderne în România.
Horia Creangă a proiectat și construit peste 70 de clădiri administrive, culturale, industriale, dar și clădiri de locuințe, cea mai cunoscută fiind blocul ARO din capitală (de pe B-dul Magheru, clădirea fiind numită ulterior Blocul Patria).
Denumirea de ARO Palace a fost moștenită de la societatea Asigurarea Românească, înființată în 1923, din banii căreia s-a finanțat construcția hotelului.
Ansamblul hotelier din Brașov cuprindea Aro Palace și Aro Sport, situat pe strada Sfântul Ioan, în spatele hotelului mare. Hotelul Aro a fost ridicat în anii 1937-1938 lânga elegantul palat Czell (Palatul Soarelui) și inaugurat chiar înainte de izbucnirea celui de-al doilea Război Mondial.
În perioada comunistă, numele hotelului a fost schimbat în „Carpați”, revenindu-se la vechea denumire abia după 1990.
Tot în acea perioadă s-a decis extinderea hotelului pentru creșterea capacitații de cazare. Construcția părții noi a început în anul 1963 și s-a terminat în 1965, fiind considerată o reușită arhitecturală a acelei vremi, reușită umbrită de demolarea unei frumoase biserici refomate, care a făcut loc noului edificiu.
Noua aripă a hotelului a fost proiectată de arhitectul brașovean Iancu Rădăcină, în respect pentru opera lui Horia Creangă, găsind volumul potrivit pentru a lăsa vizibile, dinspre Cetățuie, Casa Sfatului și Biserica Neagră, precum și întregul centru istoric al Brașovului.

## Galerie de imagini

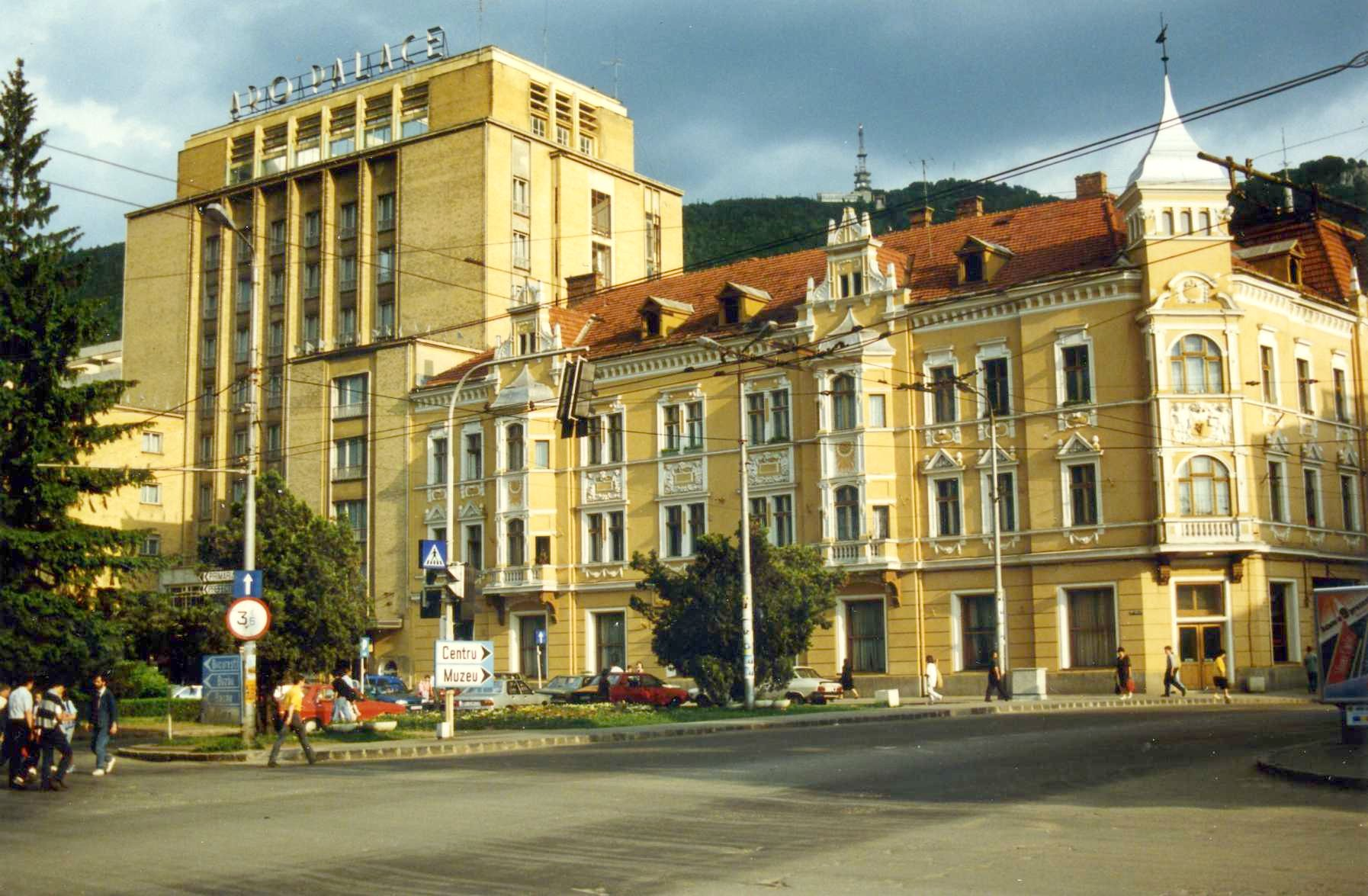
Hotelul Aro Palace şi Palatul Soarelui
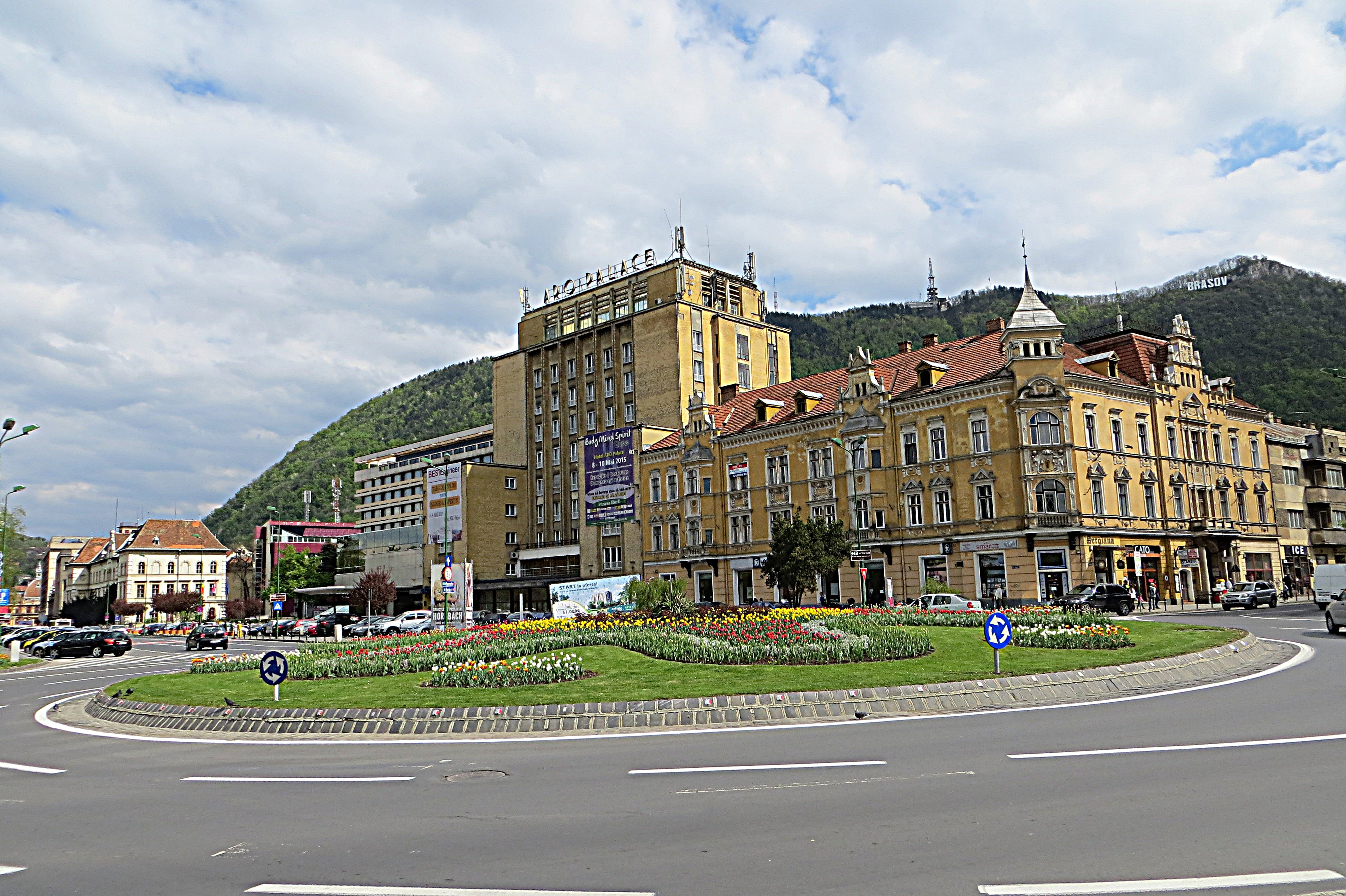
Bd. Eroilor cu Hotelul Aro Palace
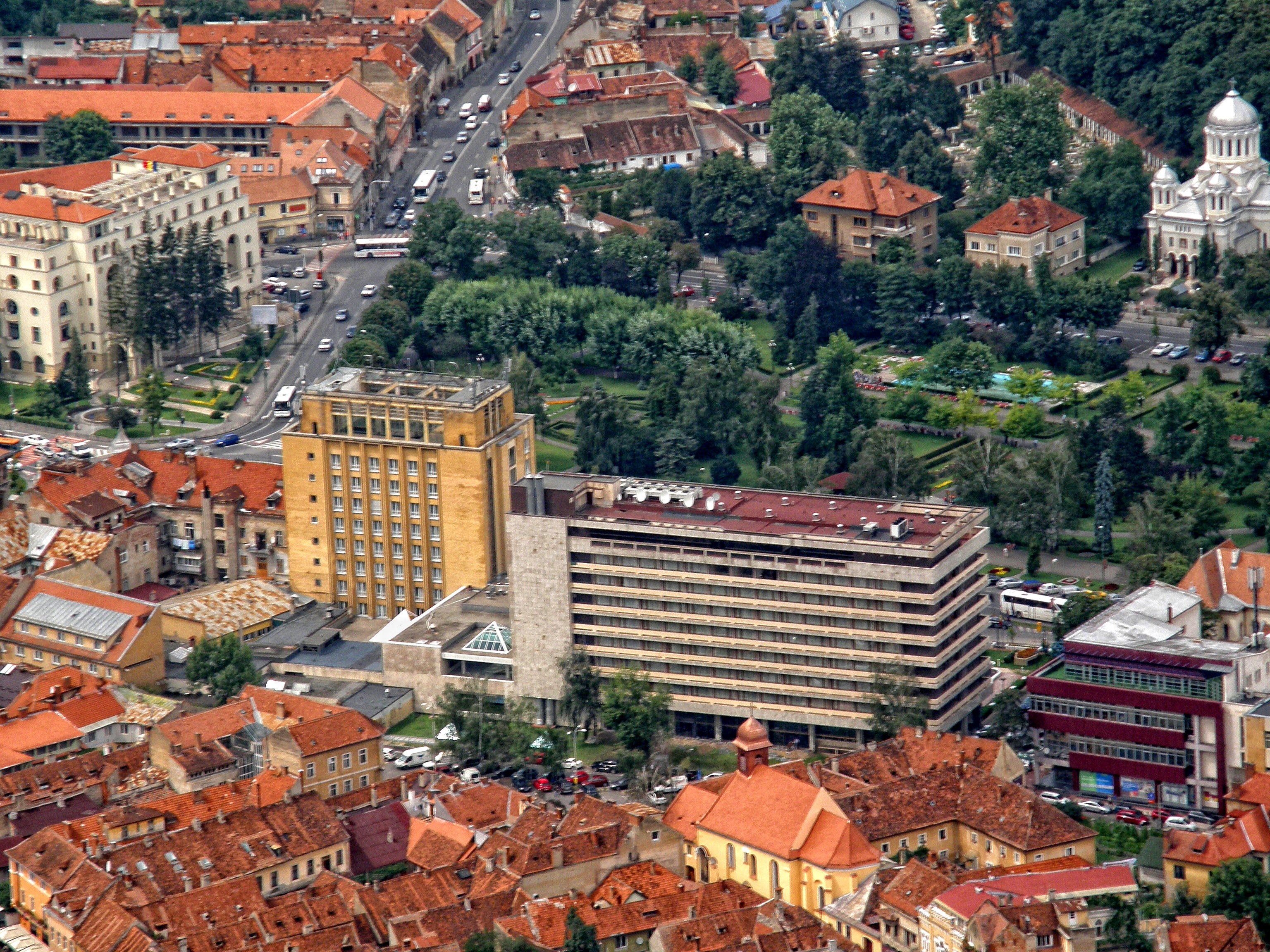
Hotelul Aro Palace (vedere aeriană)
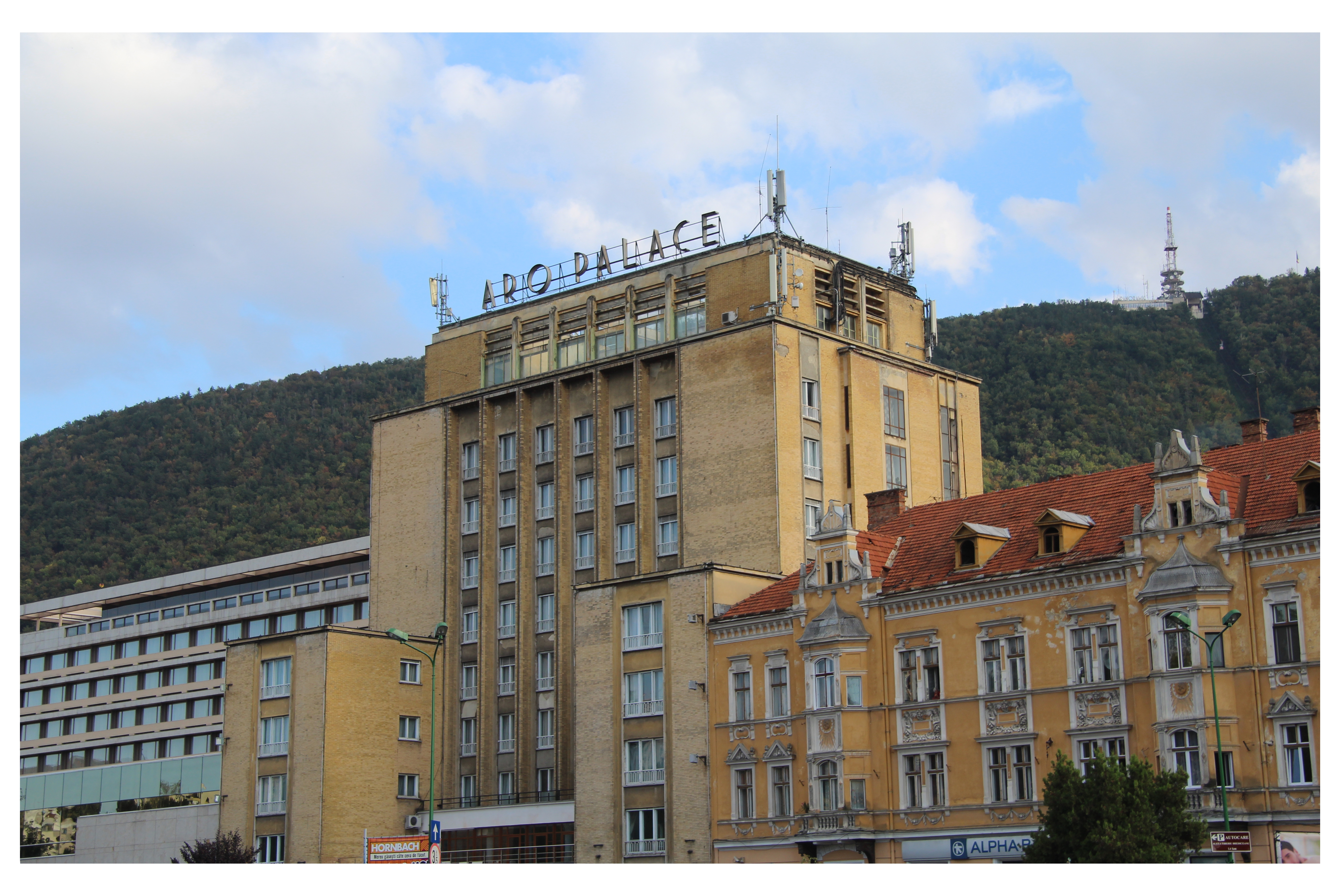
Hotelul Aro Palace
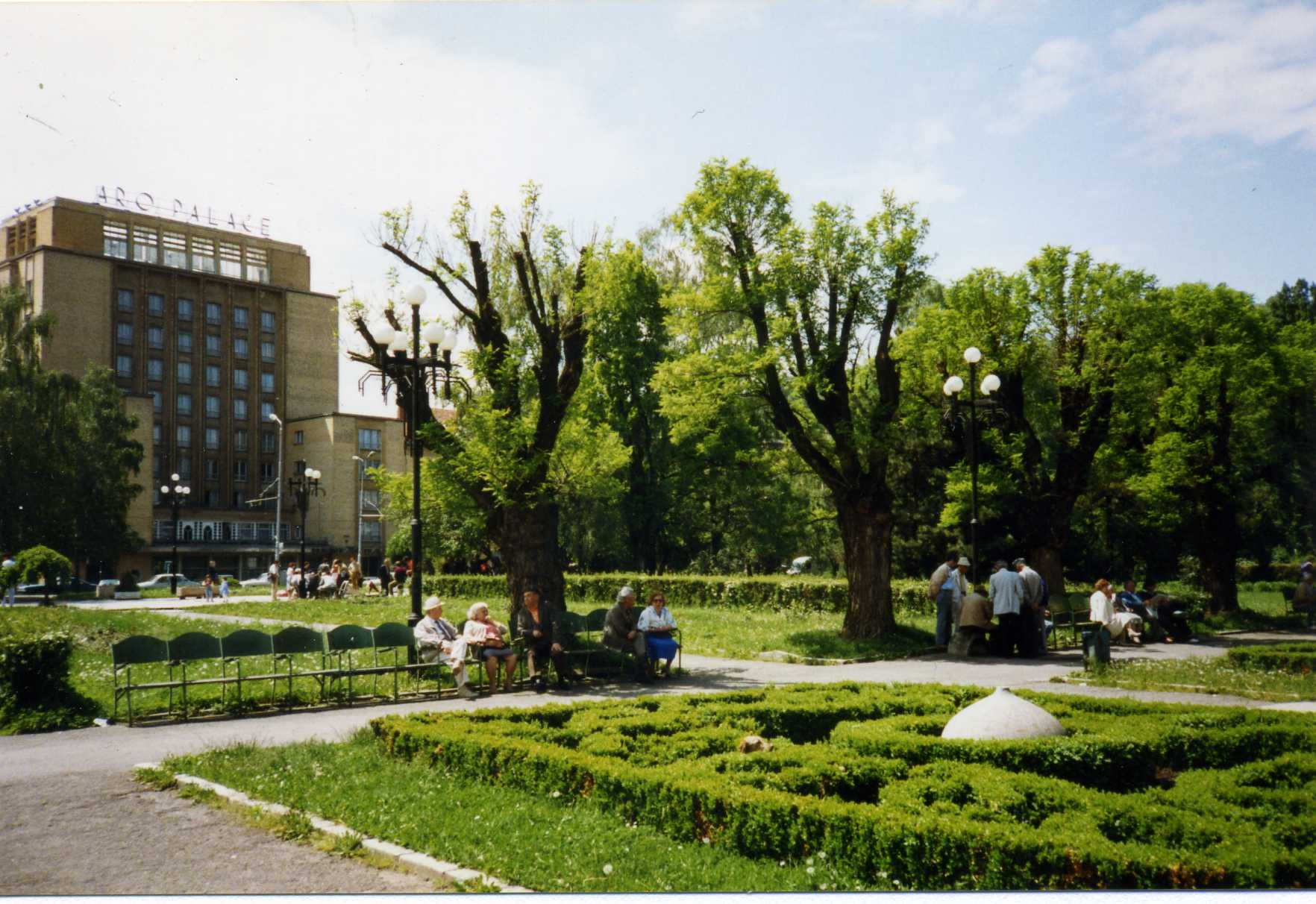
Hotelul Aro Palace şi Parcul Titulescu

## Legături externe
- Materiale media legate de Aro Palace la Wikimedia Commons
- Site oficial